# لارس هيلج بيركلاند
لارس هيلج بيركلاند (بالنرويجية البوكمول: Lars Helge Birkeland)‏ هو متسابق بياثل نرويجي، ولد في 11 فبراير 1988 في تونسبرغ في النرويج.

## وصلات خارجية
- لارس هيلج بيركلاند على موقع IBU (الإنجليزية)
- لارس هيلج بيركلاند على موقع الاتحاد الدولي للتزلج (التزلج الريفي) (الإنجليزية)
- لارس هيلج بيركلاند على موقع اللجنة الأولمبية الدولية (الإنجليزية)
- لارس هيلج بيركلاند على موقع أوليمبيديا (الإنجليزية)